# David Perry (attore pornografico)
David Perry (Rambouillet, 26 gennaio 1970) è un attore pornografico e regista pornografico francese.

## Biografia
Nel 1992 all'età di 22 anni fu scoperto dal regista francese Pierre Woodman, dopo aver realizzato con successo un casting per il suo nuovo film. La svolta definita avvenne però in seguito alla sua firma con una delle case cinematografiche di porno più grandi al mondo, la Private, che lo portò alla partecipazione in grandi produzioni porno. Oggi Perry dirige film porno in cui egli stesso è la figura maschile di primo piano. Lavora spesso con attori come Denis Marti e Toni Ribas.
Dopo aver avuto relazioni con le attrici Jasmine Rouge e Veronika Vanoza, si è sposato con l'ex pornoattrice Judith Grant, con la quale ha avuto un bambino. Perry ora vive e lavora a Budapest, capitale non solo dell'Ungheria, ma anche del porno europeo.
David Perry è conosciuto anche con gli pesudonimi di Franck David, David Cassidy, David e Dave Ruze Reuzo.

### Come Attore
Come attore ha girato circa 770 film tra gli anni 90 e i primi anni del 2000.

### Regista
La sua carriera da regista pornografico ha inizio nel 2003 con la direzione del film Tentazioni perverse di una coppia perbene, e ha poi continuato fino a dirigerne più di una cinquantina.

## Riconoscimenti
AVN Awards
- 1996 - Most Outrageous Sex Scene per Private Video Magazine 20 con Channone e Jean - Yves Le Castel[2]
- 2002 - Best Anal Sex Scene per Rocco Animal Trainer 5 con Janice, Alberto Rey, Frank Gunn, Leslie Taylor e Robert Ribot[3]
- 2008 - Male Foreign Performer of the Year[4]
- 2021 - Hall of Fame[5]

XBIZ Awards
- 2013 – Best Scene - Feature Movie per Wasteland con Lily LaBeau, Lily Carter, Mick Blue, Ramon Nomar e Toni Ribas[6]

XBIZ Europa Awards
- 2021 - Best Sex Scene - Gonzo per Rocco's Insatiable MILFs con Kitana Lure, Erik Everhard e Vince Karter[7]

## Filmografia parziale

### Attore
- Concetta Licata, regia di Mario Salieri (1994)
- Le Parfum de Mathilde, regia di Marc Dorcel (1994)
- Dracula, regia di Mario Salieri (1994)
- Citizen Shane, regia di Marc Dorcel (1994)
- All About Jasmine, regia di Steve Holmes (2010)
- Cleopatra I, II & III, di Pierre Woodman